# Koeleria biebersteinii
Koeleria biebersteinii är en gräsart som beskrevs av M.G.Kalen. Koeleria biebersteinii ingår i släktet tofsäxingar, och familjen gräs. Inga underarter finns listade i Catalogue of Life.